# 库尔梅勒
库尔梅勒（法語：Courmelles，法語發音：[kuʁmɛl]）是法国上法蘭西大區埃纳省的一个市镇，属于苏瓦松区。

## 地理
库尔梅勒（49°20'41"N, 3°18'45"E）面积6.76 平方千米，位于法国上法蘭西大區埃纳省，该省份为法国北部内陆省份，北起北部省，西接索姆省和瓦兹省，东临阿登省和马恩省，西南至塞纳-马恩省，东北部与比利时接壤。
与库尔梅勒接壤的市镇（或旧市镇、城区）包括：贝勒、米西欧布瓦、普卢瓦西、萨科南和布勒伊、苏瓦松、沃比安、贝尔努瓦堡。

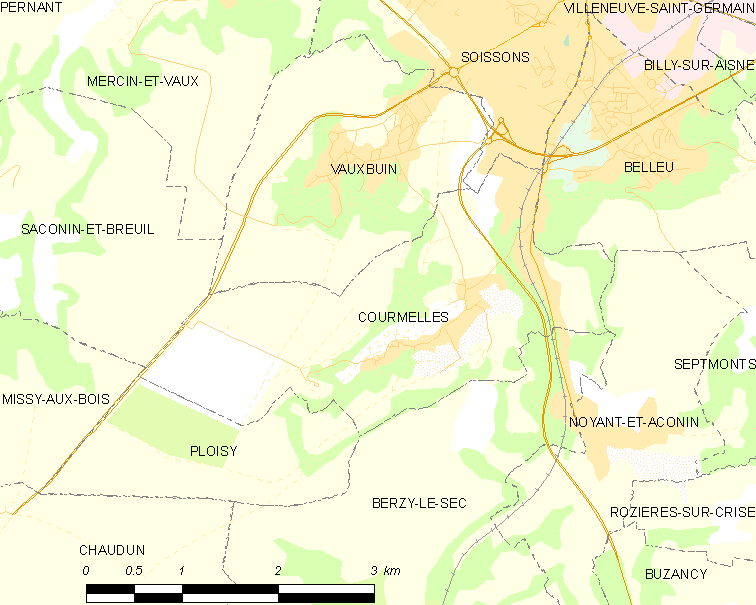
库尔梅勒的OSM定位图

库尔梅勒的时区为UTC+01:00、UTC+02:00（夏令时）。

## 行政
库尔梅勒的邮政编码为02200，INSEE市镇编码为02226。

## 政治
库尔梅勒所属的省级选区为苏瓦松第二县。

## 人口

1962-2008年间库尔梅勒人口变化图示

库尔梅勒于2022年1月1日时的人口数量为1831人。